# Wegedoornmineermot
De wegedoornmineermot (Stigmella catharticella) is een vlinder uit de familie dwergmineermotten (Nepticulidae). De wetenschappelijke naam is voor het eerst geldig gepubliceerd in 1853 door Stainton.
De soort komt voor in Europa.